# Tholen
Tholen (zelandès Tole) és un municipi de la província de Zelanda, al sud dels Països Baixos. L'1 de gener de 2009 tenia 25.332 habitants repartits per una superfície de 254,41 km² (dels quals 107,17 km² corresponen a aigua). Limita al nord-oest amb Schouwen-Duiveland, al nord-est amb Oostflakkee (ZH), a l'oest amb Noord-Beveland, a l'est amb Steenbergen (NB), al sud-oest amb Kapelle, al sud amb Reimerswaal i al sud-est amb Bergen op Zoom (NB).

## Centres de població
A l'illa de Sint Philipsland hi ha:
- Sint Philipsland
- Anna Jacobapolder
- De Sluis

A l'illa de Tholen hi ha:
- Oud-Vossemeer
- Poortvliet
- Scherpenisse
- Sint Annaland
- Sint Maartensdijk
- Stavenisse
- Tholen

## Administració
El consistori consta de 19 membres, compost per:
- Partit del Treball, (PvdA) 6 regidors
- SGP, 4 regidors
- Crida Demòcrata Cristiana, (CDA) 2 regidors
- Partit Popular per la Llibertat i la Democràcia, (VVD) 2 regidors
- Algemeen Belang Tholen, 2 regidors
- ChristenUnie, 2 regidors
- Reformatorische Fractie Tholen, 1 regidor

## Agermanaments
- Iława, Polònia